# 제이슨 페이지
제이슨 페이지(Jason Paige, 1969년 1월 6일 ~ )는 미국의 배우, 연극 배우, 가수, 음악 프로듀서이다.
미국에서 태어났다.

## 영화
- 페티쉬 (2008년)
- 워크 투 리멤버 (2002년) - 성가대 역
- 일렉션 (1999년)